# استفانی رایس
استفانی لوئیس رایس اوای ام (زادهٔ ۱۷ ژوئن ۱۹۸۸) یک شناگر استرالیایی است. او در حال حاضر رکورددار شنای مختلط ۴۰۰ متر زنان است و در المپیک ۲۰۰۸ سه مدال طلا گرفت. او توسط مایکل باهل و در باشگاهی به نام سنت پیترز در بریزبین آموزش دیده‌است.

## مسابقات قهرمانی جهان سال ۲۰۰۷
استفانی رایس در ۲۰۰ متر و ۴۰۰ متر مختلط انفرادی مدال برنز دریافت کرد. در فینال ۲۰۰ متر او با ثبت زمان ۲:۱۱:۴۲ ویک ثانیه کمتر از رکورد پیشین استرالیا در جدول رده‌بندی پایینتر از کتی هاف آمریکایی (۲:۱۰٫۱۳) و کرستی کاونتری از زیمبابوه قرار گرفت. در ۴۰۰ متر پایانی رایس با ثبت زمان ۴:۴۱٫۱۹ موفق شد ۰٫۵۴ ثانیه رکورد خود را بهبود بخشد.
| مسابقات قهرمانی جهان سال ۲۰۰۷           | مسابقات قهرمانی جهان سال ۲۰۰۷           | مسابقات قهرمانی جهان سال ۲۰۰۷           | مسابقات قهرمانی جهان سال ۲۰۰۷           |
| مجموع مدال‌ها: ۲ (۰ طلا، ۰ نقره، ۲ برنز) | مجموع مدال‌ها: ۲ (۰ طلا، ۰ نقره، ۲ برنز) | مجموع مدال‌ها: ۲ (۰ طلا، ۰ نقره، ۲ برنز) | مجموع مدال‌ها: ۲ (۰ طلا، ۰ نقره، ۲ برنز) |
| --------------------------------------- | --------------------------------------- | --------------------------------------- | --------------------------------------- |
| رخداد                                   | زمان                                    | نتیجه                                   |                                         |
| ۲۰۰ متر انفرادی زنان                    | ۲:۱۱٫۴۲                                 | مدال برنز                               | AR                                      |
| ۴۰۰ مترانفرادی زنان                     | ۴:۴۱٫۱۹                                 | مدال برنز                               | AR                                      |
| ۲۰۰×۴ متر آزاد امدادی                   | ۷:۵۶٫۴۲                                 | چهارم                                   |                                         |

## مسابقات ۲۰۰۸ استرالیا آزمایشی المپیک چین
در مسابقات آزمایشی المپیک استرالیا رایس هر دو رکورد استرالیا و جهان را در ۴۰۰ متر و ۲۰۰ متر مختلط انفرادی شکست. در ۴۰۰ متر او با ثبت زمان ۴:۳۱٫۴۶ و ۱٫۴۳ ثانیه کمتر از زمان کتی هاف آمریکایی(۴:۳۲٫۸۹) رکورد جهان را شکست. (هاف رکورد جهان را در ۲۲ ژوئن ۲۰۰۸ بازمان ۴:۳۱٫۱۲ بازپس گرفت) در ۲۰۰ متر او با زمان ۲:۰۸٫۹۲ ثانیه و تقریباً یک ثانیه کمتر از رکورد قبلی که توسط وی ین ین چینی به ثبت رسیده بود موفق به کسب مدال طلا شد.

## بازی‌های المپیک تابستانی ۲۰۰۸
در پکن رایس موفق به دریافت سه مدال طلا (هر یک را در رکورد جهانی) در ۲۰۰ متر و ۴۰۰ متر مختلط انفرادی و ۲۰۰×۴ متر آزاد امدادی شد. با کسب مدال طلای ۴۰۰ متر مختلط انفرادی او اولین مدال خود را در المپیک و همچنین اولین مدال طلای استرالیا در این بازیها و ۴۰۰امین مدال المپیک استرالیا را گرفت. رایس با زمان ۴:۲۹٫۴۵ با بهبود ۱٫۶۷ ثانیه مدعی رکورد جهان از هاف شد و موفق شد نام خود را به عنوان اولین زنی که موفق شده رکورد ۴:۳۰ را در این رقابت‌ها بشکند به ثبت برساند. دومین مدال او در این رقابتها در ۱۳ اوت و در ۴۰۰ متر مختلط انفرادی با ثبت رکورد جدید ۲:۰۸٫۳۴ و پس از غلبه بر کیرستی کاونتری که یک بار دیگر برای شکستن رکورد جهان در ۵۰ متر با او رقابت می‌کرد بدست آمد. در ۱۴ اوت او سومین مدال طلای خود را در ۲۰۰×۴ متر آزاد امدادی تیمی دریافت کرد.
| بازی‌های المپیک تابستانی ۲۰۰۸            | بازی‌های المپیک تابستانی ۲۰۰۸            | بازی‌های المپیک تابستانی ۲۰۰۸            | بازی‌های المپیک تابستانی ۲۰۰۸            |
| مجموع مدال‌ها: ۳ (۳ طلا، ۰ نقره، ۰ برنز) | مجموع مدال‌ها: ۳ (۳ طلا، ۰ نقره، ۰ برنز) | مجموع مدال‌ها: ۳ (۳ طلا، ۰ نقره، ۰ برنز) | مجموع مدال‌ها: ۳ (۳ طلا، ۰ نقره، ۰ برنز) |
| --------------------------------------- | --------------------------------------- | --------------------------------------- | --------------------------------------- |
| رخداد                                   | زمان                                    | نتیجه                                   |                                         |
| ۲۰۰ متر انفرادی مختلط                   | ۲:۰۸٫۴۵                                 | طلا                                     | WR                                      |
| ۴۰۰ متر انفرادی مختلط                   | ۴:۲۹٫۴۵                                 | طلا                                     | WR                                      |
| ۲۰۰×۴ متر آزاد امدادی                   | ۷:۴۴٫۳۱                                 | طلا                                     | WR                                      |

## مسابقات قهرمانی جهان سال ۲۰۰۹
| رخداد                          | زمان    | نتیجه   |    |
| ۲۰۰ متر انفرادی مختلط          | ۲:۰۷٫۰۳ | نقره    | AR |
| ۴۰۰ متر مختلط انفرادی          | ۴:۳۲٫۲۹ | برنز    |    |
| ۲۰۰ متر آزاد                   | ۱:۵۸٫۳۳ | شانزدهم |    |
| ۲۰۰×۴ متر آزاد امدادی          | ۷:۴۶٫۸۵ | پنجم    |    |
| ۱۰۰×۴ متر مختلط امدادی (heats) | ۳:۵۸٫۳۶ | نقره    |    |

## زندگی شخصی

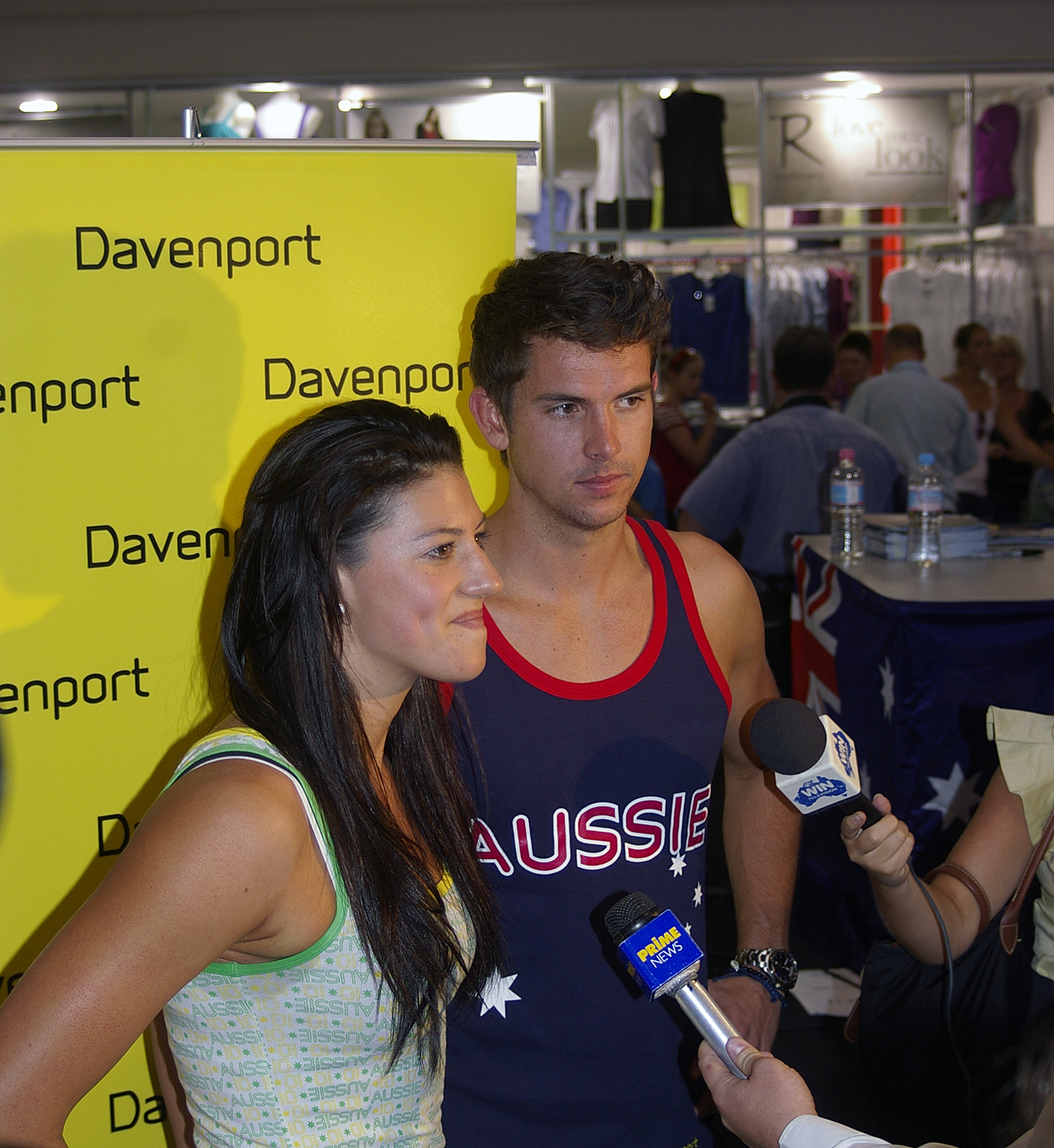
استفانی لوئیس رایس در کنار ایمون سالیوان

استفانی رایس در کلیفیلد کالج درس خوانده‌است. او با شناگر استرالیایی و رکورددار شنای آزاد ۵۰ متر جهان ایمون سالیوان رابطهٔ عاشقانه داشت. رابطهٔ آن‌ها پس از دو سال در سال ۲۰۰۸ و قبل از المپیک پکن پایان یافت.
این زوج به‌طور جداگانه در دو ایالت متفاوت در استرالیا (سالیوان در استرالیای غربی و رایس در کویینزلند) زندگی می‌کنند و گفته‌اند که اضطراب زندگی و المپیکی که درپیش است باعث این جدایی است اما آن‌ها اذعان دارند که همچنان دوستان خوبی برای یکدیگر هستند.
مشارکت‌کنندگان ویکی‌پدیا. «Stephanie Rice». در دانشنامهٔ ویکی‌پدیای انگلیسی، بازبینی‌شده در ۳۰ ژوئن ۲۰۱۲.